# East Carroll Parish
Das East Carroll Parish (französisch Paroisse de Carroll Est) ist ein Parish im Bundesstaat Louisiana der Vereinigten Staaten. Im Jahr 2020 hatte das Parish 7459 Einwohner und eine Bevölkerungsdichte von 7,1 Einwohner pro Quadratkilometer. Der Verwaltungssitz (Parish Seat) ist Lake Providence.

## Geographie
Das Parish liegt im äußersten Nordosten von Louisiana, grenzt im Norden an Arkansas und im Osten an den Mississippi River, der die Grenze zu Bundesstaat Mississippi bildet. Das East Carroll Parish hat eine Fläche von 1146 Quadratkilometern, wovon 54 Quadratkilometer Wasserfläche sind. Es grenzt an folgende Parishes und Countys:
|                     | Chicot County (Arkansas) |                                |
| West Carroll Parish |                          | Issaquena County (Mississippi) |
| Richland Parish     | Madison Parish           | Warren County (Mississippi)    |

## Geschichte
Das East Carroll Parish wurde 1877 durch Teilung des Carroll Parish gebildet. Benannt wurde es nach Charles Carroll (1737–1832), einem der Unterzeichner der Unabhängigkeitserklärung der Vereinigten Staaten.
Acht Bauwerke und Stätten des Countys sind im National Register of Historic Places eingetragen (Stand 23. Oktober 2017).

## Demografische Daten

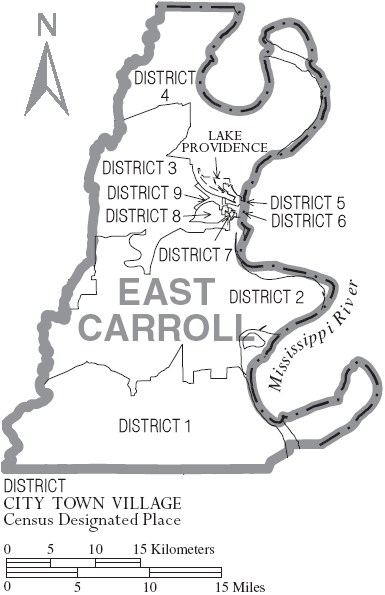
Karte des East Carroll Parishes

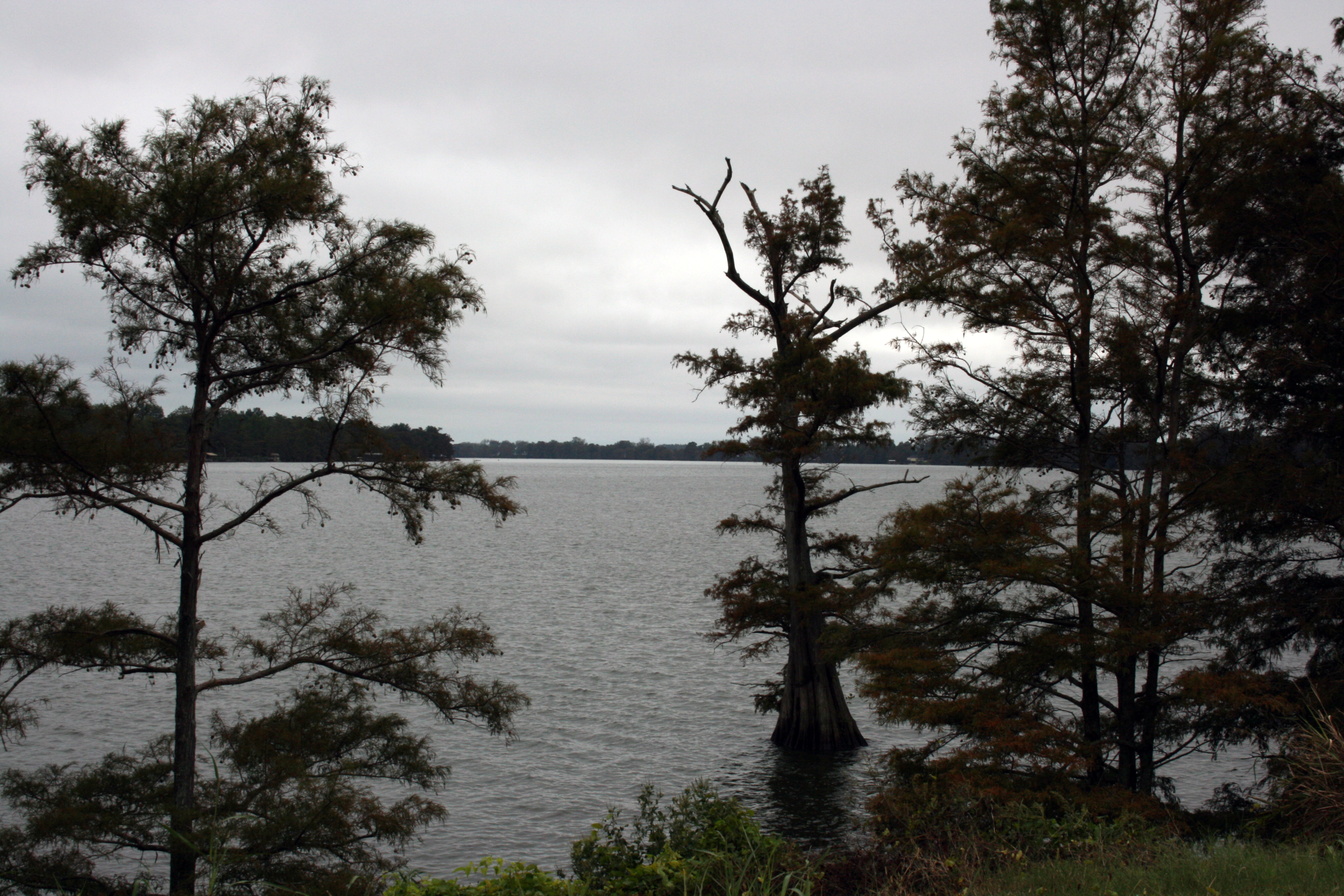
Der Lake Providence

Nach der Volkszählung im Jahr 2000 lebten im East Carroll Parish 9.421 Menschen in 2.969 Haushalten und 2.140 Familien. Die Bevölkerungsdichte betrug 9 Einwohner pro Quadratkilometer. Ethnisch betrachtet setzte sich die Bevölkerung zusammen aus 31,60 Prozent Weißen, 67,29 Prozent Afroamerikanern, 0,18 Prozent amerikanischen Ureinwohnern, 0,33 Prozent Asiaten und 0,25 Prozent aus anderen ethnischen Gruppen; 0,35 Prozent stammten von zwei oder mehr Ethnien ab. 1,19 Prozent der Bevölkerung waren spanischer oder lateinamerikanischer Abstammung, die verschiedenen der genannten Gruppen angehörten.
Von den 2.969 Haushalten hatten 36,5 Prozent Kinder und Jugendliche unter 18 Jahre, die bei ihnen lebten. 40,0 Prozent waren verheiratete, zusammenlebende Paare, 27,7 Prozent waren allein erziehende Mütter, 27,9 Prozent waren keine Familien, 25,6 Prozent waren Singlehaushalte und in 11,3 Prozent lebten Menschen im Alter von 65 Jahren oder darüber. Die Durchschnittshaushaltsgröße betrug 2,82 und die durchschnittliche Familiengröße lag bei 3,40 Personen.
Auf das gesamte Parish bezogen setzte sich die Bevölkerung zusammen aus 30,3 Prozent Einwohnern unter 18 Jahren, 11,5 Prozent zwischen 18 und 24 Jahren, 27,2 Prozent zwischen 25 und 44 Jahren, 18,5 Prozent zwischen 45 und 64 Jahren und 12,5 Prozent waren 65 Jahre alt oder darüber. Das Durchschnittsalter betrug 31 Jahre. Auf 100 weibliche kamen statistisch 104,6 männliche Personen. Auf 100 Frauen im Alter von 18 Jahren oder darüber kamen 106,9 Männer.
Das jährliche Durchschnittseinkommen eines Haushalts betrug 20.723 USD, das Durchschnittseinkommen der Familien betrug 24.554 USD. Männer hatten ein Durchschnittseinkommen von 22.099 USD, Frauen 18.672 USD. Das Prokopfeinkommen betrug 9.629 USD. 32,6 Prozent der Familien 40,5 Prozent der Bevölkerung lebten unterhalb der Armutsgrenze. Davon waren 56,8 Prozent Kinder oder Jugendliche unter 18 Jahre und 32,7 Prozent waren Menschen über 65 Jahre.

## Orte im Parish
- Alsatia
- Atherton
- Bowie
- Cottonwood
- Gassoway
- Greenfield
- Grimes
- Highland
- Hollybrook
- Lake Providence
- Millikin
- Monticello
- Panola
- Roosevelt
- Shelburn
- Sondheimer
- Transylvania